# Prosperia C. Abt Racing
Prosperia C. Abt Racing GmbH war ein deutsches Motorsportteam mit Sitz in Würzburg, das 2013 und 2014 bei der Rennsportserie ADAC GT Masters sowie 2014 auch beim ADAC Zurich 24-Stunden-Rennen am Nürburgring, der STT – Special Tourenwagen Trophy und den Dutch GT Championships antrat.

## Geschichte
Gegründet wurde Prosperia C. Abt. Racing zunächst als Prosperia UHC Speed im Jahr 2012 vom Unternehmer und Diplom-Ingenieur Slobodan Cvetkovic. Das Team trat in der Automobil-Rennserie ADAC GT Masters mit Rennwagen vom Typ Audi R8 LMS ultra an.
Zum Saisonbeginn 2013 übernahm der ehemalige DTM-Pilot Christian Abt die Funktion des Teamchefs und gründete zusammen mit Slobodan Cvetkovic die Prosperia C. Abt Racing in ihrer heutigen Form. Seitdem firmiert dieses Motorsportteam unter dem Namen Prosperia C. Abt Racing GmbH. Einen wichtigen sportlichen Erfolg konnte Prosperia C. Abt Racing 2013 erringen: In der Teamwertung platzierte sich die Mannschaft nach insgesamt 16 Rennen bei acht Veranstaltungen mit 217 Punkten auf Platz 1.
Die Rennsaison 2014 konnte das Team Prosperia C. Abt Racing als Doppelsieger in der Fahrer- und Teamwertung beschließen. Insgesamt erzielte der Rennstall 225 Punkte in der Teamwertung. Mit jeweils 214 Punkten teilen sich die beiden Fahrer René Rast und Kelvin van der Linde Platz 1 in der Fahrerwertung.

## Fahrer
In der Saison 2014 traten folgende Fahrer in verschiedenen Rennserien für Prosperia C. Abt Racing an:
- René Rast (ADAC GT Masters)
- Kelvin van der Linde (ADAC GT Masters)
- Nicki Thiim (ADAC GT Masters)
- Markus Winkelhock (ADAC GT Masters)
- Fabian Hamprecht (ADAC GT Masters und Dutch GT)
- Christer Jöns (ADAC GT Masters)
- Christopher Mies (24-Stunden-Rennen Nürburgring)
- Marco Seefried (24-Stunden-Rennen Nürburgring)
- Richard Westbrook (24-Stunden-Rennen Nürburgring)
- Alex Müller (24-Stunden-Rennen Nürburgring)
- Niclas Kentenich (24-Stunden-Rennen Nürburgring)
- Dominic Schwager (24-Stunden-Rennen Nürburgring)
- Slobodan Cvetkovic (Dutch GT und STT)

## Sponsoren und Partner
Die Prosperia C. Abt. Racing GmbH wurde von mehreren Sponsoren und Partnern unterstützt, darunter Prosperia AG, Hankook, Audi Sport customer racing und Kastinger Sport.